# Valentina Puglisi
Valentina Puglisi (Torino, 12 settembre 2000) è una calciatrice italiana, di ruolo centrocampista.

## Carriera

### Club
Cresciuta nelle giovanili del Luserna, Valentina Puglisi viene inserita in rosa nella prima squadra già dalla stagione 2014-2015, quella della promozione della società in Serie A, facendo il suo esordio nel campionato di Serie B 2014-2015 all'età di 14 anni, alternando le presenze anche nella formazione che partecipa al Campionato Primavera.
Ottenuta la promozione, nelle due successive stagioni il suo impiego si fa più frequente, iniziando a scendere in campo da titolare in quella 2015-2016, dove a fine campionato accumula 8 presenze, e affermandosi con 17 presenze su 22 nella stagione 2016-2017, dove segna anche 3 reti.
Durante il calciomercato estivo 2017 si trasferisce alla neoistituita Juventus, ancora una volta in organico nella formazione Primavera, ma con qualche convocazione in prima squadra per le partite di Coppa Italia.
Dopo 2 anni nell'Under-19 bianconera, nell'estate 2019 si trasferisce al Tavagnacco, per giocare in prima squadra, in Serie A.
Nel luglio 2021 è stata mandata in prestito al Pomigliano, società neopromossa in Serie A. Debutta con la nuova maglia alla 3ª giornata di campionato, rilevando Liucija Vaitukaitytė a tempo quasi scaduto dell'incontro casalingo perso 2-1 con la Roma, collezionando durante la stagione 14 presenze complessive in Serie A alle quali si aggiungono le 2 in Coppa Italia prima della eliminazione già alle fasi preliminari. La stagione per lei si conclude positivamente, contribuendo alla salvezza della propria squadra.
A stagione conclusa fa rientro alla Juventus per essere poi ceduta a titolo definitivo al ChievoVerona FM, affrontando con la squadra veneta il campionato di Serie B 2022-2023. La permanenza nella società veronese è durata metà anno, infatti dal mese di gennaio 2023 è passata al Napoli, militante in Serie B. Per la stagione 2023-24 si è trasferita al San Marino, continuando a giocare in Serie B.
Il 4 agosto 2024, viene ingaggiata a titolo definitivo dal Lumezzane, neo-promosso in Serie B.

### Nazionale
Grazie alle sue prestazioni in campionato, viene convocata dal ct Rita Guarino nella nazionale Under-17 in vista della prima fase di qualificazione all'edizione 2017 del campionato europeo di categoria senza tuttavia essere mai impiegata nel torneo.
In seguito viene convocata nella formazione Under-23.

## Statistiche
Statistiche aggiornate al 31 maggio 2024.

### Presenze e reti nei club
| Stagione          | Squadra           | Campionato        | Campionato | Campionato | Coppe nazionali | Coppe nazionali | Coppe nazionali | Coppe continentali | Coppe continentali | Coppe continentali | Altre coppe | Altre coppe | Altre coppe | Totale | Totale |
| Stagione          | Squadra           | Comp              | Pres       | Reti       | Comp            | Pres            | Reti            | Comp               | Pres               | Reti               | Comp        | Pres        | Reti        | Pres   | Reti   |
| ----------------- | ----------------- | ----------------- | ---------- | ---------- | --------------- | --------------- | --------------- | ------------------ | ------------------ | ------------------ | ----------- | ----------- | ----------- | ------ | ------ |
| 2014-2015         | Luserna           | B                 | 6          | 0          | CI              | ?               | ?               | -                  | -                  | -                  | -           | -           | -           | 6      | 0      |
| 2015-2016         | Luserna           | A                 | 8          | 0          | CI              | ?               | ?               | -                  | -                  | -                  | -           | -           | -           | 8      | 0      |
| 2016-2017         | Luserna           | A                 | 17         | 3          | CI              | ?               | ?               | -                  | -                  | -                  | -           | -           | -           | 17     | 3      |
| Totale Luserna    | Totale Luserna    | Totale Luserna    | 31         | 3          | -               | ?               | ?               | -                  | -                  | -                  | -           | -           | -           | 31     | 3      |
| 2017-2018         | Juventus          | A                 | -          | -          | CI              | 3               | 0               | -                  | -                  | -                  | -           | -           | -           | 3      | 0      |
| 2018-2019         | Juventus          | A                 | 0          | 0          | CI              | 1               | 0               | UWCL               | 0                  | 0                  | SI          | -           | -           | 1      | 0      |
| Totale Juventus   | Totale Juventus   | Totale Juventus   | 0          | 0          | -               | 4               | 0               | -                  | 0                  | 0                  | -           | -           | -           | 4      | 0      |
| 2019-2020         | Tavagnacco        | A                 | 13         | 1          | CI              | 1               | 0               | -                  | -                  | -                  | -           | -           | -           | 14     | 1      |
| 2020-2021         | Tavagnacco        | B                 | 0          | 0          | CI              | -               | -               | -                  | -                  | -                  | -           | -           | -           | 0      | 0      |
| Totale Tavagnacco | Totale Tavagnacco | Totale Tavagnacco | 13         | 1          | -               | 1               | 0               | -                  | -                  | -                  | -           | -           | -           | 14     | 1      |
| 2021-2022         | Pomigliano        | A                 | 14         | 0          | CI              | 2               | 0               | -                  | -                  | -                  | -           | -           | -           | 16     | 0      |
| lug.-dic. 2022    | ChievoVerona FM   | B                 | 11         | 1          | CI              | 1               | 1               | -                  | -                  | -                  | -           | -           | -           | 12     | 2      |
| gen.-giu. 2023    | Napoli            | B                 | 12         | 0          | CI              | 1               | 0               | -                  | -                  | -                  | -           | -           | -           | 13     | 0      |
| 2023-2024         | San Marino        | B                 | 21         | 2          | CI              | -               | -               | -                  | -                  | -                  | -           | -           | -           | 21     | 2      |
| Totale carriera   | Totale carriera   | Totale carriera   | 102        | 5          | -               | 9               | 1               | -                  | 0                  | 0                  | -           | -           | -           | 111    | 6      |

## Palmarès

### Club
- Campionato italiano: 2

Juventus: 2017-2018, 2018-2019
- Coppa Italia: 1

Juventus: 2018-2019
- Campionato italiano di Serie B: 2

Luserna: 2014-2015
Napoli: 2022-2023